# Marion Bierry
Pour les articles homonymes, voir Bierry.
 (septembre 2017).
Si vous disposez d'ouvrages ou d'articles de référence ou si vous connaissez des sites web de qualité traitant du thème abordé ici, merci de compléter l'article en donnant les références utiles à sa vérifiabilité et en les liant à la section « Notes et références ».
Marion Bierry est une comédienne et metteur en scène de théâtre.

## Biographie
Marion Bierry a révélé au public français des auteurs contemporains de premier plan.[réf. nécessaire]
Elle reçoit en 2010 le prix de la mise en scène de la SACD pour l’ensemble de sa carrière. 
Elle reprend en 2015 la direction artistique du Théâtre du Girasole à Avignon.

## Filmographie
- 1982 : Zeitgenossen d’E. J. Lauscher, (Autriche)
- 1984 : Unser Mann in Bankok d’A. Gruber, (Autriche)
- 1987 : Lorentz und Söhne de C. P. Witt, (Allemagne)
- 1990 : Les Cinq Dernières Minutes de Guy Jorré, épisode : Le Miroir aux alouettes
- 1992 : L’Arbre de la Discorde de F. Rossini, Canal +

## Théâtre
- 1980 : Ils ont déjà occupé la villa voisine de Stanislaw Ignacy Witkiewicz, mise en scène Andrzej Wajda, Maison de la Culture de Nanterre, Nouveau théâtre de Nice, TNP Villeurbanne
- 1985 : Usinage de D. Lemahieu, mise en scène C. Yersin, Comédie de Caen, Théâtre Ouvert, Paris
- 1986 : Un fil à la patte de Georges Feydeau, mise en scène de J. Rougerie, Tréteaux de France
- 1988 : Le Vallon d'Agatha Christie, mise en scène Simone Benmussa, Théâtre Renaud-Barrault
- 1988 : Journal d'une petite fille de Hermine Hug von Hugenstein, mise en scène Pierre Tabard, Théâtre de Poche Montparnasse
- 1992 : L’Architecte de J. Verdun, mise en scène R. Loyon, CDN de Besançon
- 1994 : Les Grandes Personnes d'Olivier Dutaillis, mise en scène Jean-Michel Vanson, Théâtre de Poche Montparnasse
- 1997 : Le Faiseur de Honoré de Balzac, mise en scène de F. Petit, Théâtre Comédia, Théâtre Montparnasse
- 1998 : Après la Pluie de S. Belbel, mise en scène de Marion Bierry, Théâtre de Poche Montparnasse, Théâtre National de la Criée, Marseille
- 2000 : L’Aiglon d’Edmond Rostand, mise en scène de Marion Bierry, Théâtre du Trianon
- 2001 : Les Directeurs de D. Besse, mise en scène d'Etienne Bierry, Théâtre de Poche Montparnasse
- 2006 : L’Illusion Comique de P. Corneille, mise en scène Marion Bierry, Théâtre de Poche Montparnasse, Théâtre Hébertot
- 2013 : Si j'étais femme, cabaret poétique de Marion Bierry, Théâtre de l'Escabeau
- 2014 : Le Legs de Marivaux, mise en scène Marion Bierry, Théâtre de Poche Montparnasse
- 2015 : Robert Le Diable, hommage à Robert Desnos, conçu par Marion Bierry, Théâtre de Poche Montparnasse
- 2016 : Après la pluie de Sergi Belbel, Théâtre du Girasole, Avignon

### Metteur en scène
- 1990 : Vingt-quatre heures de la vie d'une femme de Stefan Zweig, Théâtre de Poche Montparnasse
- 1992 : Clotilde et moi d'après les Contes cruels d'Octave Mirbeau, Théâtre de Poche Montparnasse
- 1995 : La Seconde Surprise de l'amour de Marivaux, Théâtre de Poche Montparnasse, Petit Montparnasse
- 1997 : L'Écornifleur de Jules Renard, Théâtre de Poche Montparnasse
- 1998 : Horace de Corneille, Théâtre de l'Œuvre
- 1998 : Après la pluie de Sergi Belbel, Théâtre de Poche Montparnasse. Molière 1999 de la meilleure pièce comique
- 2000 : L'Aiglon d'Edmond Rostand, Le Trianon
- 2002 : La Tectonique des nuages de José Rivera, Théâtre de Poche Montparnasse
- 2003 : La Cuisine d'Elvis de Lee Hall, Théâtre de Poche Montparnasse
- 2003 : Jimmy d'Alain Didier-Weill, Festival Nava Château de Serres
- 2003 : Portrait de famille de Denise Bonal, Théâtre de Poche Montparnasse
- 2005 : Le butin de Joe Orton, Théâtre Fontaine
- 2006 : L'Illusion comique de Corneille, Théâtre de Poche Montparnasse, Théâtre Hébertot
- 2008 : Vingt-quatre heures de la vie d'une femme de Stefan Zweig, Petit Montparnasse, 2009 : Théâtre Montparnasse, Théâtre de l'Ouest parisien
- 2009 : L'Écornifleur de Jules Renard, Théâtre La Bruyère
- 2009 : Les Peintres au charbon de Lee Hall d'après William Feaver, Théâtre du Passage Neuchâtel
- 2009 : La Ronde d'Arthur Schnitzler, Théâtre de Poche Montparnasse
- 2010 : Les Peintres au charbon de Lee Hall d'après William Feaver, Théâtre Artistic Athévains
- 2012 : Tartuffe de Molière, Théâtre national de Nice, Théâtre de Paris
- 2013 : Si j'étais femme, cabaret poétique, Théâtre de l'Escabeau
- 2014 : Le Legs de Marivaux, Théâtre de Poche Montparnasse
- 2015 : Robert Le Diable, hommage à Robert Desnos, Théâtre de Poche Montparnasse
- 2016 : Après la pluie de Sergi Belbel, Théâtre du Girasole, Avignon
- 2017 : L'Étrange destin de M. et Mme Wallace de Jean-Louis Bourdon, Théâtre du Girasole, Avignon
- 2019 : Les Romanesques, de Edmond Rostand, Théâtre du Girasole, Avignon, Théâtre du Ranelagh
- 2019 : Marie-Antoinette, de Stefan Zweig, Théâtre de Poche Montparnasse
- 2022 : Le Menteur, de Corneille, Théâtre de Poche Montparnasse

## Distinctions
- Prix du syndicat de la critique 1989 : Prix de la révélation théâtrale de l'année pour Journal d'une petite fille
- Molières 1998 : 4 nominations pour Horace : 
  - nomination d'Élisabeth Vitali pour le Molière de la révélation théâtrale
  - nomination de Mine Barral-Vergez pour le Molière du créateur de costumes
  - nomination de Nicolas Sire pour le Molière du décorateur scénographe
  - nomination de la pièce au Molière de la meilleure pièce du répertoire
- Molières 1999 : 3 nominations pour Après la pluie dont un Molière
  - Molière du meilleur spectacle comique
  - nomination au Molière de la meilleure pièce de création
  - nomination de Sarah Haxaire pour le Molière de la révélation théâtrale
- Molières 2004 : 4 nominations pour Portrait de famille :
  - Molière de l'auteur pour Denise Bonal
  - nomination de Chantal Neuwirth au Molière de la comédienne
  - nomination de Roland Marchisio au Molière du comédien dans un second rôle
  - nomination d'Éric Verdin au Molière de la révélation théâtrale
- Molières 2007 : 2 nominations pour L'Illusion comique
  - nomination de Marion Bierry au Molière du metteur en scène
  - nomination de la pièce au Molière du théâtre privé
- Prix SACD 2010 : Prix de la mise en scène de la SACD